# Stretto di Felice
Lo stretto di Felice (Felice Strait) si trova in Alaska sud-orientale (Stati Uniti d'America).

## Dati fisici
Il canale fa parte del Borough di Ketchikan Gateway vicino alla città di Ketchikan ed è compreso nell'area marittima Inside Passage e dell'Arcipelago Alessandro (Alexander Archipelago). Con un orientamento sud / nord (a metà percorso si drizza più verso nord) divide l'isola di Annette e l'isola di Hotspur (a oriente) dall'Isola di Mary, l'isola di Cat e l'isola di Duke (a occidente). Le sue acque inoltre collegano a sud il canale di Sealed (Sealed Passage) con a nord il canale di Revillagigedo (Revillagidedo Channel).

### Isole bagnate dallo stretto
Nello stretto sono presenti le seguenti principali isole (da nord a sud):
- Isola di Village (Village Island) 55°00′39″N 131°17′01″W
- Isola di Fish (Fish Island) 55°00′27″N 131°18′55″W
- Isola di Double (Double Island)[4] 55°00′06″N 131°18′16″W
- Isola di Dog (Dog Island) 54°59′00″N 131°19′15″W
- Isola di Snipe (Snipe Island) 55°00′13″N 131°23′13″W
- Isola di Emmet (Emmet Island) 54°58′26″N 131°24′44″W
- Isola di Goose Tongue (Goose Tongue Island) 54°58′07″N 131°25′06″W
- Isola di Helen (Helen Island) 54°58′06″N 131°24′57″W
- Isola di Drug (Drug Island) 54°57′53″N 131°24′47″W
- Isola di Ruth (Ruth Island) 54°57′52″N 131°24′39″W
- Isola di Roy (Roy Island) 55°57′44″N 131°25′09″W
- Isola di Vegas (Vegas Island)[5] 54°57′59″N 131°28′04″W

### Baie e insenature
Nel canale sono presenti le seguenti principali insenature (da nord a sud):
- lato occidentale (sull'isola di Annette):
  - Baia di Crab (Crab Bay)[6] 55°06′24″N 131°21′38″W
  - Baia di Kwain (Kwain Bay)[7] 55°06′24″N 131°21′38″W
  - Insenatura di Tamgas (Tamgas Harbor)[8] 55°02′43″N 131°31′14″W
- lato orientale:
  - Baia di Customhouse (Customhouse Cove)[9] 55°05′36″N 131°13′38″W - Sul'isola di Mary (Mary Island).
  - Baia di Pond (Pond Bay)[10] 54°58′29″N 131°18′52″W - Sull'isola di Duke (Duke Island).
  - Baia di Dog (Dog Bay)[11] 54°58′57″N 131°20′05″W - Sull'isola di Duke (Duke Island).
  - Baia di Niquette (Niquette Harbor)[12] 54°58′10″N 131°23′17″W - Sull'isola di Duke (Duke Island).
  - Baia di Ryus (Ryus Bay)[13] 54°57′56″N 131°24′27″W - Sull'isola di Duke (Duke Island).

## Storia
Lo stretto è stato nominato per la prima volta in tempi moderni nel 1883 dalla United States National Geodetic Survey (US Coast and Geodetic Survey) in ricordo della nave "Felice" del capitano John Meares che visitò queste zone nel 1788.

## Accessi e turismo
Il canale si può raggiungere via mare (facilmente da Ketchikan) o via aerea (idrovolanti). È una via di accesso da sud alla città di Ketchikan per i trasporti privati. Quelli pubblici utilizzano la parallela via d'acqua più a nord: il canale di Nichols (Nichols Passage).

## Fauna
Nella fauna marina del canale si trovano: balene, leoni marini e aringhe (queste ultime molto numerose). Nel canale si pratica anche la pesca del salmone.